# Oullins
Oullins è un comune delegato del comune di Oullins-Pierre-Bénite, situato nella metropoli di Lione della regione Alvernia-Rodano-Alpi. In precedenza comune autonomo, il 1º gennaio 2024 si è unito all'ex comune di Pierre-Bénite per costituire il nuovo comune di Oullins-Pierre-Bénite.
Si trova nella periferia sud di Lione.

## Storia

### Simboli
Nel 1958, il consiglio comunale chiese agli studenti della cité scolaire "Parc Chabrières" di creare uno stemma che simboleggiasse l'origine di Oullins. Venne scelta la silhouette stilizzata di una villa merovingia poiché l'antico nome del paese era Aulanium che in latino medievale significava "villa di Aulanius" o "villa di Aulania".

## Società

### Evoluzione demografica
Abitanti censiti

## Amministrazione

### Gemellaggi
- Nürtingen, dal 1962
- Pescia, dal 1994